# Svizzera ai XV Giochi olimpici invernali
La Svizzera partecipò ai XV Giochi olimpici invernali, svoltisi a Calgary, Canada, dal 13 al 28 febbraio 1988, con una delegazione di 70 atleti impegnati in sette discipline.